# Casa Puig (Girona)
La Casa Puig és un edifici del municipi de Girona que forma part de l'Inventari del Patrimoni Arquitectònic de Catalunya.

## Descripció
És un edifici residencial plurifamiliar desenvolupat en planta baixa i dues plantes pis. Ocupa un cantonada de la pujada de la Llebre i ocupa una parcel·la entre mitgeres. Les façanes són rebatudes i presenten les obertures agrupades en franges horitzontals. Interès especial ofereix el portal d'accés, per l'especificitat del seu disseny, realitzat amb peces metàl·liques. Al terrat hi ha afegit un cos, fet amb material lleugers. Les plantes presenten una distribució convencional. En ell s'adopta de forma superficial el llenguatge de l'arquitectura racionalista.